# ماتئوس دانیل پپلمان
ماتئوس دانیل پپلمان (انگلیسی: Matthäus Daniel Pöppelmann; ۳ مهٔ ۱۶۶۲ – ۱۷ ژانویهٔ ۱۷۳۷) یک معمار اهل آلمان بود.